# Archie Hunter
Archibald Hunter (Joppa, 23 settembre 1859 – Birmingham, 29 novembre 1894) è stato un calciatore scozzese, di ruolo attaccante.

## Palmarès

### Club

#### Competizioni nazionali
- Coppa d'Inghilterra: 1

Aston Villa: 1886-1887